# Щербакова Галина Миколаївна
Щербакова Галина Миколаївна, до шлюбу Руденко (нар. 10 травня 1932, Торецьк — пом. 23 березня 2010, Москва) — російська письменниця, сценаристка українського походження.

## Життєпис
Народилася 1932 року в місті Торецьку Донецької області. Шкільні роки пройшли в німецькій окупації. Після закінчення школи вступила в Челябінський педагогічний інститут, після його закінчення працювала в школі вчителькою російської мови та літератури. Також деякий час працювала в газеті журналісткою, проте покинула цю роботу, оскільки хотіла стати письменницею.
До кінця 1970-х років Галина Щербакова писала, за її словами, «серйозні речі — велику прозу на філософські теми. Але ці речі ніхто не хотів публікувати». Зрештою вона вирішила написати роман про любов. Так народилася повість «Вам і не снилося», яку восени 1979 року опублікував журнал «Юність». Несподівано для самої письменниці повість мала приголомшливий успіх, Щербакова отримувала безліч захоплених листів.
Вже незабаром після опублікування, 1980 року повість екранізував Ілля Фрез. Фінал був замінений за згоди Щербакової — вона боялася, що, якщо і у фільмі головний герой загине, сотні хлопчаків наслідуватимуть його приклад. Епізод з падінням героя прийшов їй на думку не випадково — її власний син-підліток, піднімаючись по водостічній трубі до своєї першої любові, зірвався і впав, відбувшись ударами.
15 січня 2010 року Щербакова отримала в Челябінську народну премію «Світле минуле». В останні роки письменниця важко хворіла, перенесла порожнинну операцію, але оговтатися так і не змогла. Остання її інтерв'ю датується січнем 2010 року, коли виповнювалося 30 років з часу початку роботи над фільмом «Вам і не снилося …».
Галина Щербакова померла в Москві 23 березня 2010 року. Похована на Міуському кладовищі, в районі Мар'їної Рощі.
Крім своєї знаменитої повісті, Щербакова написала понад 20 книг, серед яких повісті та романи «Двері в чуже життя», «Відчайдушна осінь», «Актриса і міліціонер», «Армія коханців», «Біля ніг лежачих жінок», «Кісточка авокадо», «Подробиці дрібних почуттів», «Мітіна любов», «Ліжко Молотова», «Не бійтеся! Марія Гансівна вже померла», «Радості життя», «Сходження на пагорб царя Соломона з коляскою та велосипедом» та ін. Останнім часом вона працювала над новим романом, він залишився незакінченим.
Проза Щербакової завжди приваблювала кінематографістів. За її творами знято художні фільми «Двоє і одна» (оповідання «Дядя Хлор і Корякін»), «Хлопчик і дівчинка» (однойменна повість) та інші.